# 존 밀턴 게이버 시니어
존 밀턴 게이버 시니어(John Milton Gaver Sr., 1900년 10월 29일 ~ 1982년 7월 11일)는 미국의 서러브레드종 경주마의 조교사로 미국 경마 명예의 전당(National Museum of Racing and Hall of Fame)에 헌정되었다. 아들 존 밀턴 게이버 주니어(John M. Gaver Jr.)도 대를 이어 조교사로 활동했다.